# Büro für arbeits- und sozialpolitische Studien BASS
Das Büro für arbeits- und sozialpolitische Studien BASS ist ein 1992 gegründetes privates Forschungsinstitut in Bern. Es versteht sich als politisch unabhängig.

## Hintergründe
BASS führt im Rahmen von Forschungsprojekten und Evaluationen Analysen, Datenauswertungen sowie eigene Erhebungen in den Bereichen Arbeitsmarkt, Soziale Sicherheit, Familienpolitik, Gesundheitswesen, Gleichstellung der Geschlechter, Migration und Bildung durch.
Durch ökonomische Instrumente wie Kosten-Nutzen-Analysen sollen vergangene und künftige Auswirkungen politischer Programme abgeschätzt werden. BASS setzt sich darüber hinaus das Ziel, komplexe Zusammenhänge verständlich darzustellen und einen Beitrag zu praxistauglichen Lösungen zu leisten.
Mitarbeitende des Instituts sind Ökonomen und Sozialwissenschaftler. Es wirkte wesentlich am Instrument Logib zur Messung von Lohndiskriminierung aufgrund des Geschlechts mit, das in der Schweiz angewendet wird und das in angepasster Form seit 2009 auch deutschen Arbeitgebern als Logib-D durch das Bundesministerium für Familie, Senioren, Frauen und Jugend als freiwilliges Erhebungsinstrument angeboten wird. Es existiert auch in Luxemburg als Logib-Lux.

## Veröffentlichungen
- Kurt Pärli, Jürg Guggisberg et al.: Arbeit und Krankheit. Berufliche Wiedereingliederung von Personen mit länger andauernder Arbeitsunfähigkeit – eine Untersuchung zur Rolle des Rechts und des sozialen Umfelds., Reihe "Sozialrecht", Band 2-2013, Winterthur/Bern (PDF).
- Peter Stettler, Désirée Stocker, Lucien Gardiol, Severin Bischof und Kilian Künzi: Strukturerhebung zur psychologischen Psychotherapie in der Schweiz 2012 – Angebot, Inanspruchnahme und Kosten, im Auftrag der Föderation der Schweizer Psychologinnen und Psychologen, 2013 (PDF).
- Heidi Stutz und Caroline Knupfer: Absicherung unbezahlter Care-Arbeit von Frauen und Männern: Anpassungsbedarf des Sozialstaats in Zeiten sich ändernder Arbeitsteilung, im Auftrag des Eidg. Büros für die Gleichstellung von Frau und Mann (EBG), 2012 (PDF).
- Philipp Dubach, Iris Graf, Heidi Stutz und Lucien Gardiol: Evaluation Bundesprogramm Chancengleichheit von Frau und Mann an den Universitäten, 3. Phase 2008-2011, im Auftrag der Programmleitung des Bundesprogramms Chancengleichheit, 2012 (PDF).
- Matthias Gehrig, Markus Schärrer und Lucien Gardiol: Der MINT-Fachkräftemangel in der Schweiz: Ausmass, Prognose, konjunkturelle Abhängigkeit, Ursachen und Auswirkungen des Fachkräftemangels in den Bereichen Mathematik, Informatik, Naturwissenschaften und Technik, im Auftrag des Staatssekretariats für Bildung und Forschung (SBF), 2010 (PDF).
- Philipp Dubach, Heidi Stutz und Ruth Calderón: Armutsbericht Basel-Stadt. Ursachen, Dynamiken, Handlungsempfehlungen, Christoph Merian Verlag, Basel 2010, ISBN 978-3-85616-500-0.
- Tobias Fritschi, Tom Oesch: Volkswirtschaftlicher Nutzen von frühkindlicher Bildung in Deutschland. Eine ökonomische Bewertung langfristiger Bildungseffekte bei Krippenkindern, im Auftrag der Bertelsmann Stiftung, 24. Juli 2008 (PDF).
- Kilian Künzi: «Grundversorgungsmedizin» in der Schweiz. Stand der Diskussionen zur Frage der «Grundversorger / Hausärzte» und ihrer zahlenmässigen Entwicklung. 14. November 2005, sowie Philipp Dubach, Kilian Künzi: Tätigkeitsstrukturen der Ärzte mit Praxistätigkeit – Wer erbringt welche Leistungen in der Grundversorgung? Eine Analyse von Tarmed-Daten. 15. Februar 2008. Beide im Auftrag des Bundesamts für Gesundheit (BAG), Gesundheitspolitik / Abt. Institutionen und Strukturen – online (Seite nicht mehr abrufbar, festgestellt im Juni 2017. Suche in Webarchiven).
- Regula Leemann, Heidi Stutz: Geschlecht und Forschungsförderung GEFO (SNF). Synthesebericht im Auftrag des Schweizerischen Nationalfonds zur Förderung der Forschung (SNF), Bern 2008 (PDF).
- Silvia Strub, Michael Gerfin, Aline Bütikofer: Vergleichende Analyse der Löhne von Frauen und Männern anhand der Lohnstrukturerhebungen 1998 bis 2006. Im Auftrag des Bundesamts für Statistik (BFS) und des Eidg. Büros für die Gleichstellung von Frau und Mann (EBG), Bern 2008 (PDF).
- Jürg Guggisberg, Theres Egger, Kilian Künzi: Evaluation der Arbeitsvermittlung in der Invalidenversicherung (BSV). Bundesamt für Sozialversicherung [Hrsg.], Bern 2008 (Beiträge zur Sozialen Sicherheit. Forschungsbericht 2/08; PDF (Seite nicht mehr abrufbar, festgestellt im Juni 2017. Suche in Webarchiven)).
- Kilian Künzi, Patrick Detzel: Innovationen in der ambulanten Grundversorgung durch vermehrten Einbezug nichtärztlicher Berufsleute. Literaturanhang – Abstracts verwendeter Artikel, im Auftrag des Schweizerischen Gesundheitsobservatoriums (Obsan), Oktober 2007 (PDF).
- Tobias Fritschi, Ben Jann: Gesellschaftliche Kosten unzureichender Integration von Zuwanderern in Deutschland. Welche gesellschaftlichen Kosten entstehen, wenn Integration nicht gelingt? Zusammenfassung, im Auftrag der Bertelsmann Stiftung, Ergebnisse basierend auf einem Gutachten des BASS vom April 2007 (PDF).
- Jürg Guggisberg, Patrick Detzel, Heidi Stutz: Volkswirtschaftliche Kosten der Leseschwäche in der Schweiz. Eine Auswertung der Daten des Adult Literacy & Life Skills Survey (ALL). Schlussbericht, im Auftrag des Bundesamts für Statistik, April 2007 (PDF)
- Jürg Guggisberg u. a.: Statistik Alterssicherung. Analyse der Vorsorgesituation der Personen rund um das Rentenalter anhand der Daten der Schweizerischen Arbeitskräfteerhebung (SAKE) 2002 und 2005. Bundesamt für Statistik BFS, Neuchâtel 2007 (PDF).
- Heidi Stutz, Tobias Bauer, Susanne Schmugge: Erben in der Schweiz: Eine Familiensache mit volkswirtschaftlichen Folgen. Rüegger Verlag, Zürich/Chur 2007, ISBN 978-3-7253-0859-0.
- Heidi Stutz, Elisabeth Freivogel, Marianne Schär Moser: Evaluation der Wirksamkeit des Gleichstellungsgesetzes. Synthesebericht, im Auftrag des Bundesamts für Justiz (BJ), Bern 2005 (PDF (Seite nicht mehr abrufbar, festgestellt im Juni 2017. Suche in Webarchiven)).
- Kilian Künzi, Tobias Fritschi, Theres Egger: Glücksspiel und Spielsucht in der Schweiz. Empirische Untersuchung von Spielpraxis, Entwicklung, Sucht und Konsequenzen, Zusammenfassung, im Auftrag der Eidgenössischen Spielbankenkommission und des Bundesamtes für Justiz, 15. November 2004 (PDF).
- Jürg Guggisberg: Auf der Spur kantonaler Unterschiede in der Invalidenversicherung. Eine empirische Untersuchung. Rüegger Verlag, Zürich/Chur 2004, ISBN 978-3-7253-0766-1.
- Tobias Bauer, Silvia Strub, Heidi Stutz: Familien, Geld und Politik: Von den Anforderungen an eine kohärente Familienpolitik zu einem familienpolitischen Dreisäulenmodell für die Schweiz. Rüegger Verlag, Zürich/Chur 2004, ISBN 978-3-7253-0761-6.
- Kilian Künzi, Markus Schärrer: Wer zahlt wie viel in das System der Sozialen Sicherheit und wer erzielt welche Einnahmen? Eine Inzidenzanalyse der Sozialtransfers in der schweizerischen Einkommens- und Verbrauchserhebung 1998. Kurzfassung zum Forschungsprojekt Nr. 4045–059626 (im Rahmen des Nationalen Forschungsprogramms 45), 31. Mai 2003 (PDF).
- Heidi Stutz, Tobias Bauer: Modelle zu einem garantierten Mindesteinkommen: Sozialpolitische und ökonomische Auswirkungen. Bundesamt für Sozialversicherung [Hrsg.], Bern 2003 (Beiträge zur Sozialen Sicherheit. Forschungsbericht 15/03; PDF (Seite nicht mehr abrufbar, festgestellt im Juni 2017. Suche in Webarchiven)).